# Sabicea villosa
Sabicea villosa är en måreväxtart som beskrevs av Carl Ludwig von Willdenow och Schult.. Sabicea villosa ingår i släktet Sabicea och familjen måreväxter. Inga underarter finns listade i Catalogue of Life.